# Juliusz Rydygier
Juliusz Aleksander Rydygier pseudonim Karol (ur. 8 kwietnia 1892, zm. 13 grudnia 1942 w KL Auschwitz) – działacz ruchu robotniczego, działał m.in. W Polskiej Partii Socjalistycznej, Socjaldemokracji Królestwa Polskiego i Litwy oraz Komunistycznej Partii Polski.

## Życiorys
Początkowo działacz PPS, w 1914 wstąpił do SDKPiL, przekształconej w grudniu 1918 w KPRP, od 1925 pod nazwą KPP. W okresie międzywojennym wielokrotnie aresztowany i więziony za działalność komunistyczną.
Pod koniec 1941 nawiązał kontakt z Marcelim Nowotką, 5 stycznia 1942 brał udział w zebraniu założycielskim PPR, które odbyło się w jego mieszkaniu na Żoliborzu. 30 października 1942 aresztowany przez Niemców, po śledztwie w al. Szucha przewieziony do obozu Auschwitz i tam zamordowany. 
Jego grób symboliczny znajduje się na cmentarzu Wojskowym na Powązkach w Warszawie (kwatera D31-3-3).

## Upamiętnienie
W latach 1960−1993 jego imię nosiła ulica na warszawskim Żoliborzu. W 1993 jej patrona zmieniono na chirurga Ludwika Rydygiera.

## Literatura
- Jacek Czajowski, Jacek M. Majchrowski: Sylwetki polityków drugiej Rzeczypospolitej. Kraków: Wydawnictwo ZNAK, 1987. ISBN 83-7006-170-2.
- Edward Gronczewski, Walczyli o Polskę Ludową, Warszawa 1982.